# Miracle Vell Magic
Miracle Vell Magic（ミラクル・ベル・マジック、1992年11月24日 - ）は、日本の女性歌手。東京都出身。通称：Vell（ベル、ベルちゃん）。テンプル大学ジャパンキャンパスに通っていたと本人が過去のツイキャスライブで語っていたが、卒業したかどうかは不明。

## 来歴・人物
両親の影響でディズニー映画に親しみ、幼少期からエンターテイナーになることを志す。
2013年2月から自身の出演動画をネット上にアップし、2014年7-8月頃、映画『アナと雪の女王』の主題歌「Let it go」を25のディズニーキャラで演じ分けて歌う動画（約2000万再生）が話題になり、「スマホの歌姫」とも称された。
同年5月から翌2015年4月までの1年間、舞浜の「イクスピアリ」（東京ディズニーリゾート内にあるショッピングモール）でマンスリーライブも開催。Vellのファンを指す「Loveller（ラベラー）」（Love＋Vell+er）という呼称も生まれた。
2015年8月16日のミュージカルライブ「ようこそ、ユメミルユガミノ国へ。」（竹芝ニューピアホール）で、avexからデビュー。
2016年12月11日に恵比寿の「恵比寿ガーデンホール」で初のシンガーとしてのライブを開催することも発表された。
2017年7月に、ディズニーチャンネルオリジナルムービーである「ディセンダント２」のスペシャルサポーターに就任。劇中歌の「悪の力を呼び覚ませ(日本語バージョン)」をリリースし、ディセンダントに出演したダヴ・キャメロンとソフィア・カーソンへのインタビューも行なった。
2017年11月30日には、自身初となる書籍、『Vell's MAKEUP MAGIC』を発売。「本誌の衣装とコスメは全てベルちゃんがコーディネートした完全オールプロデュースの1冊。」
2018年4月5日からは、TOKYO FM 高橋みなみの「これから、何する？」新コーナー「これから、東京ディズニーリゾート、いっちゃう？」のレポーターを行なっている。
現在では、YouTubeなどにおいて動画をアップをする他、自身のライブの開催やフェスへの参加など様々な面において活躍している。
2021年5月28日に、自身の英語学習法をまとめた書籍「英語が話せる人はやっている 魔法のイングリッシュルーティン」を2021年7月16日、KADOKAWAより出版することを発表。その後予約段階にもかかわらず、Amazonの売れ筋ランキングで1位を獲得。

## ディスコグラフィ

### 配信シングル
- 「DANSUNDA」 - 2015年6月14日
  - 「ようこそ、ユメミルユガミノ国へ。」の劇中歌。「Miracle Vell Magic＠THE BANANA SQUAD」名義[14]
- 「Yummy」 - 2015年11月11日
- 「Miracles Happen」 - 2016年4月27日 ※ルミネエスト新宿2017年夏のシーズンCMソング
- 「Up To You」- 2016年8月15日 ※ルミネエスト新宿2017年秋のシーズンCMソング
- 「Together Better」- 2016年8月15日 ※ルミネエスト新宿2017年春冬のシーズンCMソング
- 「Viva La Bloom」- 2017年4月19日　※ルミネエスト新宿2017年春のシーズンCMソング
- 「悪の力を呼び覚ませ(日本語バージョン)」＜原題：Ways to Be Wicked＞- 2017年9月29日
- 「G-I-R-L」- 2018年2月2日

### シングル
|     | 発売日         | タイトル        | 規格品番                                                        | 収録曲 | 備考                           |
| --- | -------------- | --------------- | --------------------------------------------------------------- | --- | ------------------------------ |
| 1st | 2015年11月11日 | Yummy!          | XNSC-30001:Aタイプ XNSC-30002:Bタイプ                           | 1. Yummy! 2. Yummy!＜Instrumental＞ | オリコン最高37位、登場回数1回  |
| 2nd | 2016年11月23日 | Miracles Happen | AVCD-93521B:初回生産限定盤 AVCD-93522B:CD+DVD AVCD-93523:通常盤 | 1. Miracles Happen 2. Up To You 3. Serendip 4. Sincerely,your friend 5. Chill Out N Love 6. Together Better 7. Serendip(winter ver.)(Bonus Track) | オリコン最高162位、登場回数1回 |

## CM
- 「キャンディタイム（Candy TIME by Madison New York）」2016年-
- 「デオボール」(ロート製薬) 2016年
- 「ルミネエスト新宿」シーズンビジュアルシーズンCM (春、夏、秋、冬)